# Luigi Marchesini
Luigi Marchesini (Bologna, 1796 – 5 gennaio 1882) è stato un architetto italiano.

## Biografia

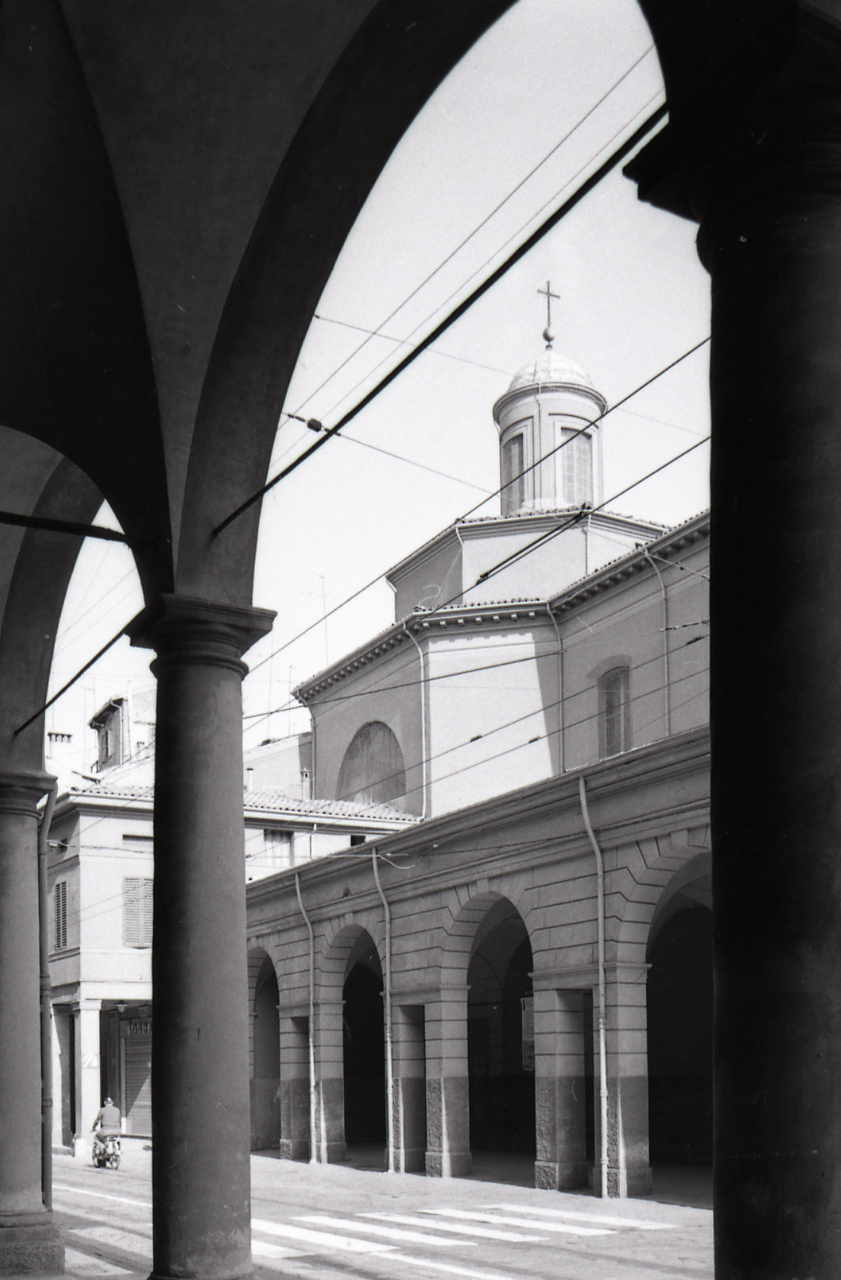
La chiesa di Sant'Isaia

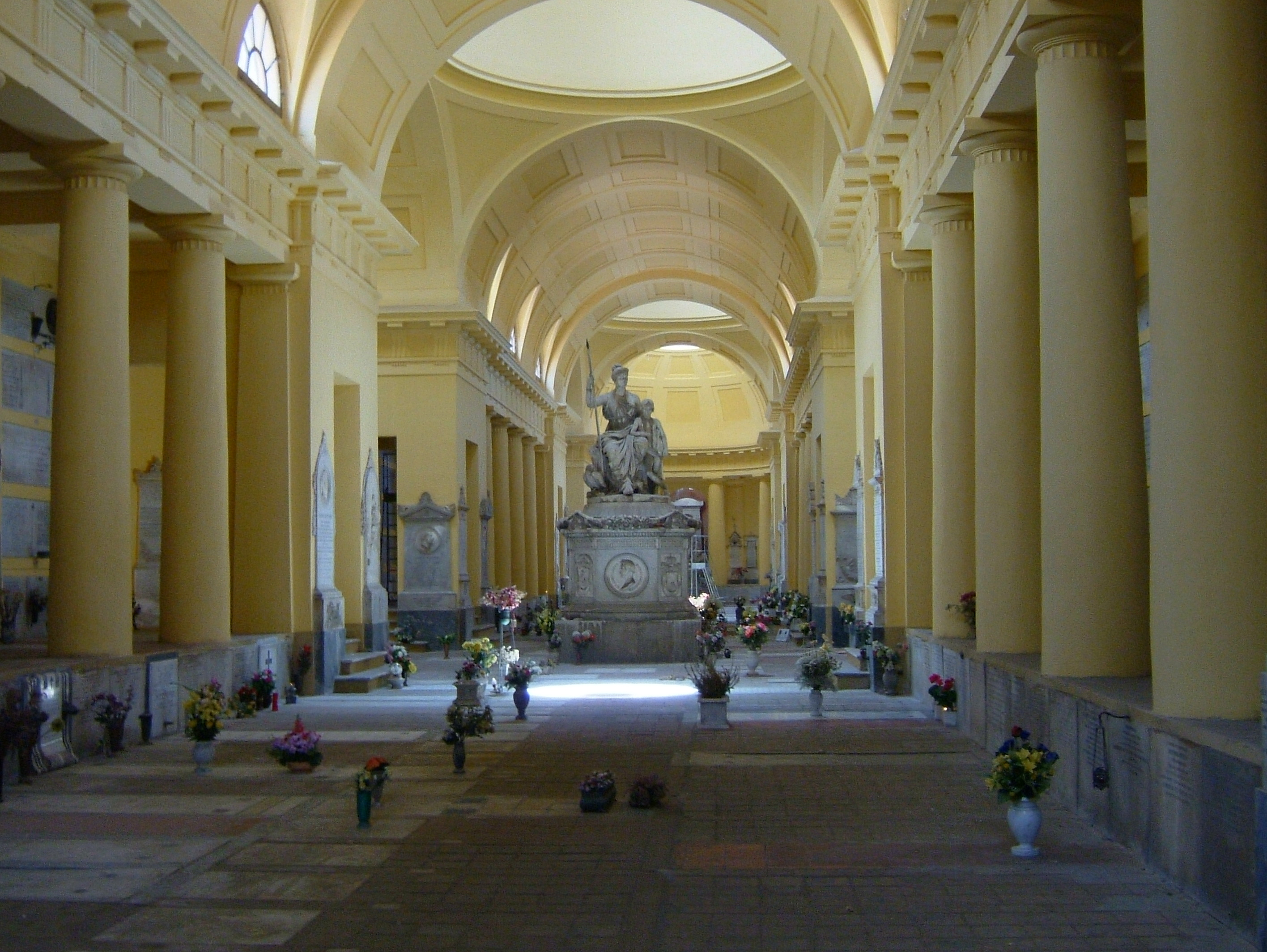
La Sala del Colombario della Certosa di Bologna.

Il suo intervento più notevole fu la trasformazione, nel 1858, della chiesa di Sant'Isaia in via De' Marchi a Bologna.
Marchesini operò fin dal 1820 alla Certosa di Bologna come aiuto dell'ingegnere Giuseppe Tubertini e fu autore, con lui e Angelo Venturoli, delle modifiche all'antico convento. In Certosa, nel 1831 succedette a Tubertini come "direttore delle fabbriche" e nel 1833 realizzò la Sala del Colombario. Di sua mano sono anche il Loggiato delle Tombe, uno stretto corridoio collegato con altre sale, e la Sala delle Catacombe, «capolavoro di equilibrio spaziale, di grande fascino e suggestione».
Tra il 1807 e il 1826 sviluppò anche un'attività di libero professionista, progettando monumenti per privati: le tombe di Vincenzo Patuzzi, Antonio Bentivoglio, Giuseppe Levi, Maria Marchi e altri.
È sepolto nella tomba di famiglia, nel Loggiato delle Tombe della Certosa di Bologna.